# Stylogaster inca
Stylogaster inca är en tvåvingeart som beskrevs av Camras och Parrillo 1985. Stylogaster inca ingår i släktet Stylogaster och familjen stekelflugor.
Artens utbredningsområde är Peru. Inga underarter finns listade i Catalogue of Life.